# 150 v. Chr.
Portal Geschichte | Portal Biografien | Aktuelle Ereignisse | Jahreskalender | Tagesartikel

◄ |
3. Jahrhundert v. Chr. |
2. Jahrhundert v. Chr. |
1. Jahrhundert v. Chr. |
►

◄ | 170er v. Chr. | 160er v. Chr. | 150er v. Chr. | 140er v. Chr. |
130er v. Chr. |
►

◄◄ | ◄ | 153 v. Chr. | 152 v. Chr. | 151 v. Chr. | 150 v. Chr. |
149 v. Chr. |
148 v. Chr. |
147 v. Chr. |
► |
►►
Staatsoberhäupter

## Ereignisse

### Politik und Weltgeschehen

#### Römisches Reich
- Der karthagische Feldherr Hasdrubal zieht mit einem Heer nach Numidien, um den dortigen König Massinissa wegen Grenzstreitigkeiten in die Schranken zu weisen. Massinissa bleibt durch die bessere Taktik Sieger und diktiert Friedensbedingungen zu Lasten Karthagos. Rom stuft den von ihm nicht genehmigten Feldzug als Bruch des Friedensvertrages von 201 v. Chr. mit Karthago ein und beschließt seine Zerstörung auf Antrag Marcus Porcius Catos, der jede seiner Reden im Senat mit den Worten Ceterum censeo Carthaginem esse delendam (Im Übrigen bin ich der Meinung, dass Karthago zerstört werden muss.) beendet. Damit bahnt sich der Dritte Punische Krieg an. Pontifex Maximus Publius Cornelius Scipio Nasica Corculum hingegen setzt der Zerstörung Karthagos Widerstand entgegen.
- Im Rahmen des Spanischen Krieges metzeln die Römer unter Praetor Servius Sulpicius Galba einen Großteil des Stammes der Lusitaner nieder.

- um 150 v. Chr. siedeln die Burgunden über in das Weichselmündungsgebiet.

#### Seleukidenreich
- Usurpator Alexander I. Balas gelingt mit ägyptischer Unterstützung ein entscheidender Sieg über Demetrios I., der in der Schlacht fällt. Alexander übernimmt die Herrschaft im Seleukidenreich. Im gleichen Jahr heiratet er Kleopatra Thea, die Tochter des ägyptischen Pharaos Ptolemaios VI., womit er seine Stellung weiter festigt.

### Wissenschaft und Technik
- um 150 v. Chr.: Hipparchos von Nikäa berechnet die Entfernung zwischen Erde und Mond auf 30 Erddurchmesser (384.000 km).
- um 150 v. Chr.: Marcus Porcius Cato der Ältere verfasst das Werk De agri cultura (Über den Ackerbau).

## Geboren
- um 150 v. Chr.: Zenon von Sidon, griechischer Philosoph und Mathematiker († um 70 v. Chr.)

## Gestorben
- Demetrios I., König des Seleukidenreiches